# Straßenbahn Stettin
Die Straßenbahn Stettin (polnisch Tramwaje w Szczecinie) ist der achtgrößte Straßenbahnbetrieb in Polen. Die gesamte Netzlänge beträgt 64 Kilometer, es werden insgesamt 98 Haltestellen bedient. Aktuell verkehren in Stettin die Linien 1 bis 12.
Das Netz ist normalspurig und geht auf die 1879 eröffnete Pferdebahn der Stettiner Straßen-Eisenbahn-Gesellschaft zurück, die zwischen 1897 und 1900 elektrifiziert und erweitert wurde.
Betreiber der Straßenbahn ist das kommunale Verkehrsunternehmen Tramwaje Szczecińskie Sp. z.o.o., kurz TS sp. z.o.o. Die städtische Straßenbahn bildet traditionell das Rückgrat des lokalen öffentlichen Personennahverkehrs (ÖPNV).

## Derzeitige Linienführung
| Karte \| Linie | Strecke | Takt [min] (HVZ/NVZ/SVZ)            | Fahrzeit [min] | Anteil barrierefreier Fahrten       |
| -------------- | --- | ----------------------------------- | -------------- | ----------------------------------- |
|                | Głębokie – Spacerowa – Zajezdnia Pogodno – Unii Lubelskiej – Traugutta – Plac Szarych Szeregów – Plac Grunwaldzki – Plac Rodła – Filharmonia – Plac Żołnierza Polskiego – Plac Brama Portowa – Plac Zawiszy – Potulicka                                                                                       | Mo–Fr: 12/24/20 Sa: 24/20 So: 20/24 | 31-32          | 0 %                                 |
|                | Dworzec Niebuszewo – H. Kołłątaja – Plac Rodła – Brama Portowa – S. Wyszyńskiego – Energetyków – Port Centralny – Basen Górniczy – Hangarowa – Jaśminowa – Turkusowa | Mo–Fr: 12/12/20 Sa: 12/20 So: 20/24 | 30             | Mo–Fr: 90 % Sa: 100 % So: 80 %      |
|                | (Zajezdnia Pogodno – Wojska Polskiego – Arkońska – )* Las Arkoński – Arkońska – Niemierzyńska – Z. Krasińskiego – Kołłątaja – Plac Rodła – Brama Portowa – Dworczec Glówny – Kolumba – Tama Pomorzańska – Smolańska – Pomorzany * Zwischen Las Arkoński und Zajezdnia Pogodno verkehrt nur jede zweite Fahrt. | Mo–Fr: 12/12/20 Sa: 12/20 So: 20/24 | 33 (36)        | Mo–Sa: 0-15 % So: 0-25 %            |
|                | Krzekowo – Wernyhory – Poniatowskiego – Bohaterów Warszawy – Piastów – Plac Szarych Szeregów – Plac Kościuszki – Al. Piastów – Plac Szyrockiego – Pomorzany * Linie verkehrt nur Mo–Fr von 7-17 Uhr. | Mo–Fr: 24/24/-- Sa: --/-- So: --/-- | 26-27          | 0 %                                 |
|                | Krzekowo – Wernyhory – Poniatowskiego – Bohaterów Warszawy – Piastów – Plac Szarych Szeregów – Plac Grunwaldzki – Plac Rodła – Matejki – Parkowa – Dubois – Stocznia Szczecińska | Mo–Fr: 12/12/20 Sa: 12/20 So: 20/24 | 28-29          | 0 %                                 |
|                | Pomorzany – Smolańska – Tama Pomorzańska – K. Kolumba – Dworzec Główny PKP – Wyszyńskiego – Dubois – Stocznia Szczecińska – Dobromiry – Ludowa – Zajezdnia Golęcin – Światowida – Lipowa – Gocław | Mo–Fr: 12/12/20 Sa: 12/20 So: 20/24 | 34-35          | 0 %                                 |
|                | Krzekowo – Wernyhory – Poniatowskiego – Bohaterów Warszawy – Plac Kościuszki – Brama Portowa – Wyszyńskiego – Energetyków – Port Centralny – Basen Górniczy – Turkusowa | Mo–Fr: 12/12/20 Sa: 12/20 So: 20/24 | 36             | Mo–Fr: 50 % Sa: 60 % So: 20 %       |
|                | Gumieńce – Ku Słońcu – Karola Miarki – Cmentarz Centralny – Sikorskiego – Plac Kościuszki – Brama Portowa – Wyszyńskiego – Energetyków – Port Centralny – Basen Górniczy – Hangarowa – Jaśminowa – Turkusowa                                                                                                  | Mo–Fr: 12/12/20 Sa: 12/20 So: 20/24 | 32             | Mo–Fr: 45 % Sa: 65 % So: 100 %      |
|                | Głębokie – Spacerowa – Unii Lubelskiej – Traugutta – Plac Kościuszki – Brama Portowa – Plac Zawiszy – Potulicka | Mo–Fr: 12/12/20 Sa: 12/20 So: 20/24 | 29-32          | 0 %                                 |
|                | Gumieńce – Ku Słońcu – Karola Miarki – Cmentarz Centralny – Sikorskiego – Plac Kościuszki – Brama Portowa – Plac Rodła – Kołłątaja – Niemierzyńska Technopark – Arkońska – Las Arkoński | Mo–Fr: 12/24/-- Sa: 24/-- So: 20/-- | 35-36          | Mo–Fr: 60 % Sa: 100 % So: 100 %     |
|                | Pomorzany – Plac Szyrockiego – Plac Kościuszki – Al. Piastów – Plac Szarych Szeregów – Plac Grunwaldzki – Plac Rodła – J. Matejki – Parkowa – Dubois – Stocznia Szczecińska – Dobromiry – Ludowa | Mo–Fr: 12/12/20 Sa: 12/20 So: 20/24 | 32             | 0 %                                 |
|                | Dworzec Niebuszewo – Niemcewicza – Kołłątaja – Plac Rodła – Plac Grunwaldzki – Plac Szarych Szeregów – Al. Piastów – Plac Kościuszki – Plac Szyrockiego – Pomorzany | Mo–Fr: 6/12/20 Sa: 12/20 So: 20/24  | 27-28          | Mo–Fr: 0-10 % Sa: 0-20 % So: 0-20 % |

## Geschichte

### Pferdebahn

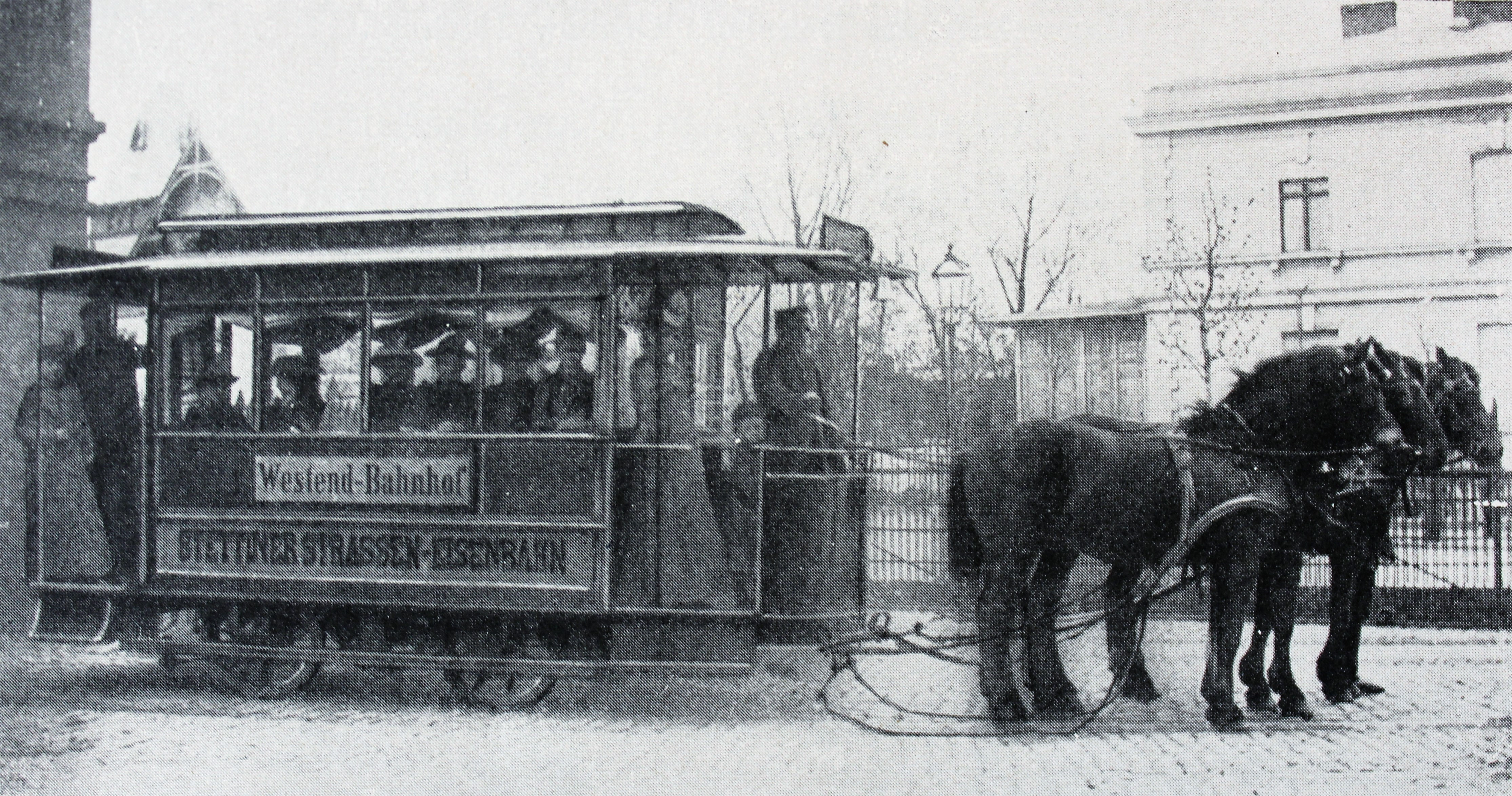
Pferdebahnwagen der SSEG

Am 21. Oktober 1872, vor der Schleifung der Festungsmauern der Stadt Stettin, erhielt der Ingenieur Johannes Büssing von der Berliner Polizei den Auftrag, eine Pferdestraßenbahn zu errichten. Sechs Jahre später wurde zum Bau einer Pferdebahn ein Vertrag mit der Stadt Stettin unterzeichnet. Am 25. März 1879 wurde das Unternehmen Stettiner Straßen-Eisenbahn-Gesellschaft gegründet, von dieser Gesellschaft sollten die Straßenbahnlinien betrieben werden. Am 23. August 1879 wurde die erste Pferdebahnstrecke in Betrieb genommen. Sie führte vom Westend über Berliner Tor, Rossmarkt, Königstor nach Elysium. Zwei Monate später, am 16. Oktober 1879, wurde die zweite Linie in Betrieb genommen. Sie führte vom Frauendorf über Ludowa, Königstor, Berliner Tor nach Al. 3 Maja. Zwischen dem Berliner Tor und der Grabower Straße wurde die Trasse der ersten Linie benutzt. Die Länge des Netzes betrug ungefähr 11½ Kilometer. Als Fahrzeuge dienten 20 zweiachsige Wagen aus Würzburg, zusätzlich standen der Gesellschaft 80 Pferde zur Verfügung. Das erste Depot befand sich an der al. Wojska Polskiego, dort wurden die Fahrzeuge und die Pferde hinterstellt. Am 3. August 1885 wurde die zuerst gebaute Linie in zwei Linien geteilt, ein Linienast führte vom Hauptbahnhof nach Elysium und der zweite vom Hauptbahnhof zum Westend. Am selben Tag wurde eine weitere Linie eröffnet. Diese führte vom Cap Cherie zum Dampfschiffbollwerk. Die Linie besaß noch keinen Anschluss an das restliche Straßenbahnnetz, dieser konnte erst im Jahr 1887 hergestellt werden.

### Elektrifizierung und Zeit bis zum Zweiten Weltkrieg

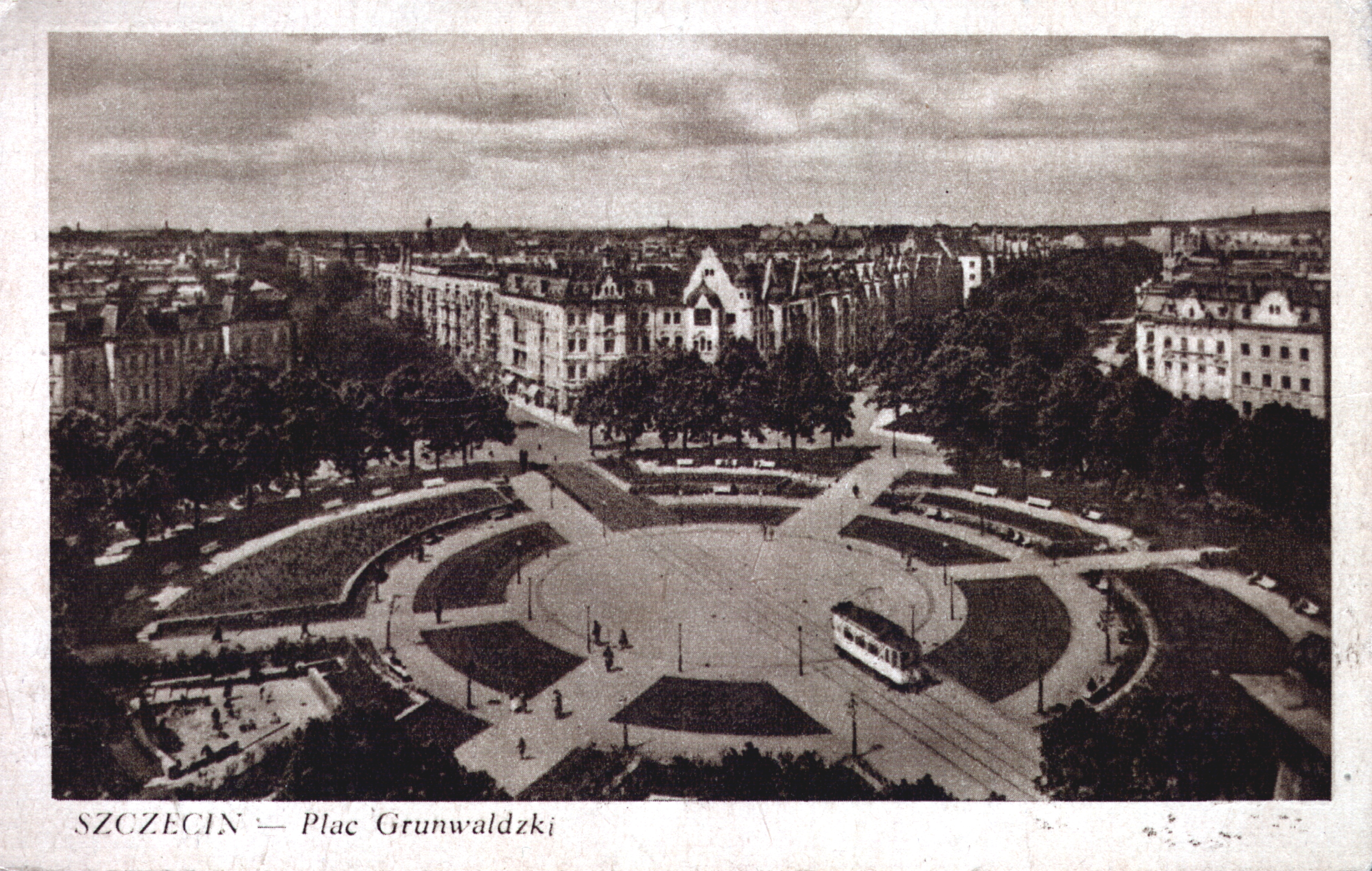
Straßenbahn am Kaiser-Wilhelm-Platz, 1930er Jahre

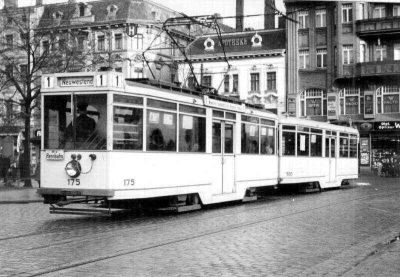
Straßenbahn des LHB-Typs im Einsatz auf der Linie 1

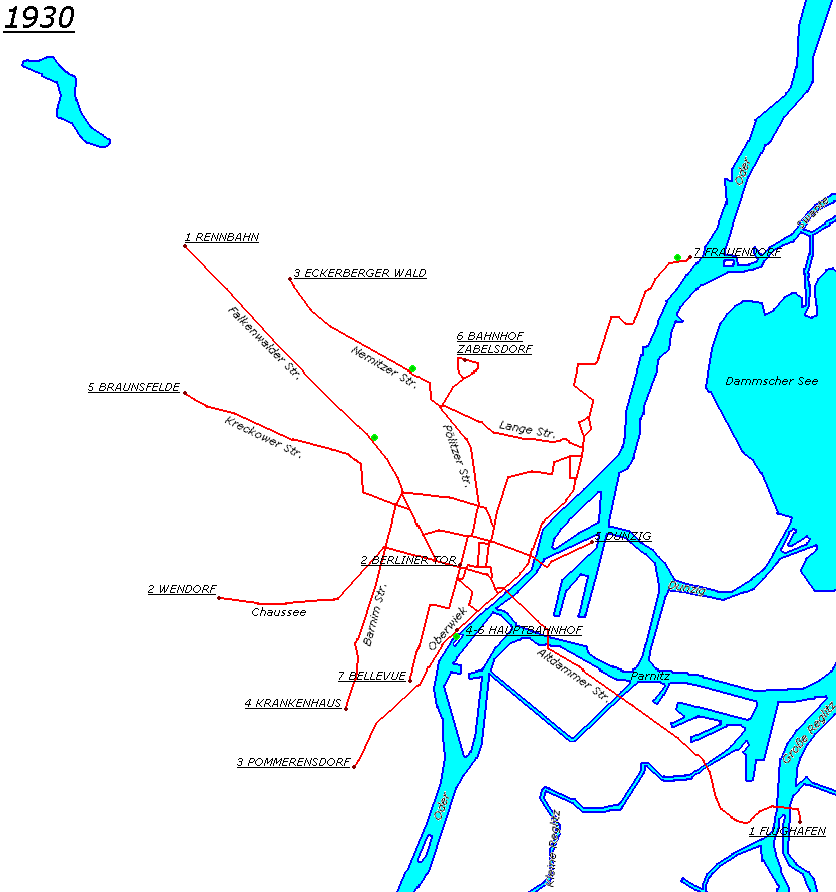
Straßenbahnnetz 1930

Am 4. Juli 1897 wurde die erste elektrische Straßenbahnstrecke in Betrieb genommen. Sie führte vom Westend zur Breiten Straße. 1898 besaß die Stettiner Straßen-Eisenbahn-Gesellschaft noch 39 Pferdebahnwagen und 198 Pferde. In der Folgezeit wurden die Pferdebahnlinien von der Allgemeinen Elektrizitäts-Gesellschaft auf elektrischen Betrieb umgerüstet. 1900 war die Elektrifizierung aller Straßenbahnlinien fertiggestellt. Dabei wurden einige Streckenabschnitte zweigleisig ausgebaut. Am 1. Oktober 1904 wurde die Linie vom Berliner Tor zum Zentralfriedhof eröffnet. 1905 wurden die Linien nummeriert und mit unterschiedlichen Farben gekennzeichnet.
Linie 1: Westend (Łękno) – Lastadie (Łasztownia) (Linienfarbe: Gelb)
Linie 2: Berliner Tor (Brama Portowa) – Zentralfriedhof (Cmentarz Centralny) (Linienfarbe: Grau)
Linie 3: Nemitz (Niemierzyn) – Hauptbahnhof (Linienfarbe: Orange)
Linie 4: Pommerensdorf (Pomorzany) – Arndtplatz (pl. Szarych Szeregów) (Linienfarbe: Grün)
Linie 5: Alleestr. (Wawrzyniaka) – Turnerstr. (Jagiellońska) – Unterwiek (Jana z Kolna) (Linienfarbe: Blau)
Linie 6: Hauptbahnhof – Zabelsdorf (Niebuszewo) (Linienfarbe: Weiß)
Linie 7: Frauendorf (Golęcino) – Bellevue (Potulicka) (Linienfarbe: Rot)
Im Jahr 1907 wurde das Straßenbahndepot Niemierzyn eröffnet. Durch den Kauf neuer Fahrzeuge war ein weiteres Depot notwendig, das Depot Golęcin wurde 1912 in Betrieb genommen. Die bestehenden Straßenbahnlinien wurden bis zum Ersten Weltkrieg mehrmals verlängert. Im Jahr 1912 wurde eine weitere Linie, die Linie 8 in Betrieb genommen. Sie führte vom Schinkelplatz (pl. Kościuszki) zur Grabower Straße. Bis 1923 wurden wegen des Ersten Weltkrieges keine Veränderungen am Straßenbahnnetz vorgenommen, ab 1919 wurden in den Straßenbahnwagen Postsendungen transportiert. Am Anfang des Ersten Weltkrieges stiegen die Fahrgastzahlen, da die Straßenbahn regelmäßig von Soldaten genutzt wurde. Von 1920 bis 1924 nahmen die Fahrgastzahlen wegen der Inflation wieder ab. Ab 1923 führte die Linie 4 zum Zentralfriedhof, die Linien 2 und 8 wurden wegen Fahrzeugmangels stillgelegt. Schon ein Jahr später wurde die Linie 2 reaktiviert, da 20 neue Fahrzeuge aus Dessau geliefert wurden. Durch die Lieferung 42 neuer Fahrzeuge konnte der Betrieb auf den restlichen Linien erhalten bleiben. Im Jahr 1924 wurde der Abschnitt zwischen Hauptbahnhof und Zentralfriedhof stillgelegt, die Linie 4 endete schon am Hauptbahnhof. Im Jahr 1926 begannen die Bauarbeiten für eine Straßenbahnanbindung des Flughafens, 1927 wurde die Verlängerung zum Flughafen fertiggestellt. Durch den Wunsch, für zahlreicher Wohngebiete einen eigenen Straßenbahnanschluss zu erhalten, wurden die Straßenbahnlinien in der Folgezeit mehrmals verlängert. Die durchschnittliche Geschwindigkeit der Straßenbahntriebwagen betrug 16 km/h. 1934 tauschten die Linien 5 und 7 ihre Liniennummer. Die Länge des Netzes betrug im Jahr 1940 50,3 Kilometer, auf ihm wurden 58,8 Millionen Menschen transportiert. Mitte des Zweiten Weltkrieges musste der Betrieb auf einigen Linien eingestellt werden, da diese durch den Angriff der Alliierten nicht mehr befahrbar waren. Am 24. April 1945 beschlossen deutsche Behörden, den Betrieb der Straßenbahn ganz aufzugeben.

### Nach dem Zweiten Weltkrieg

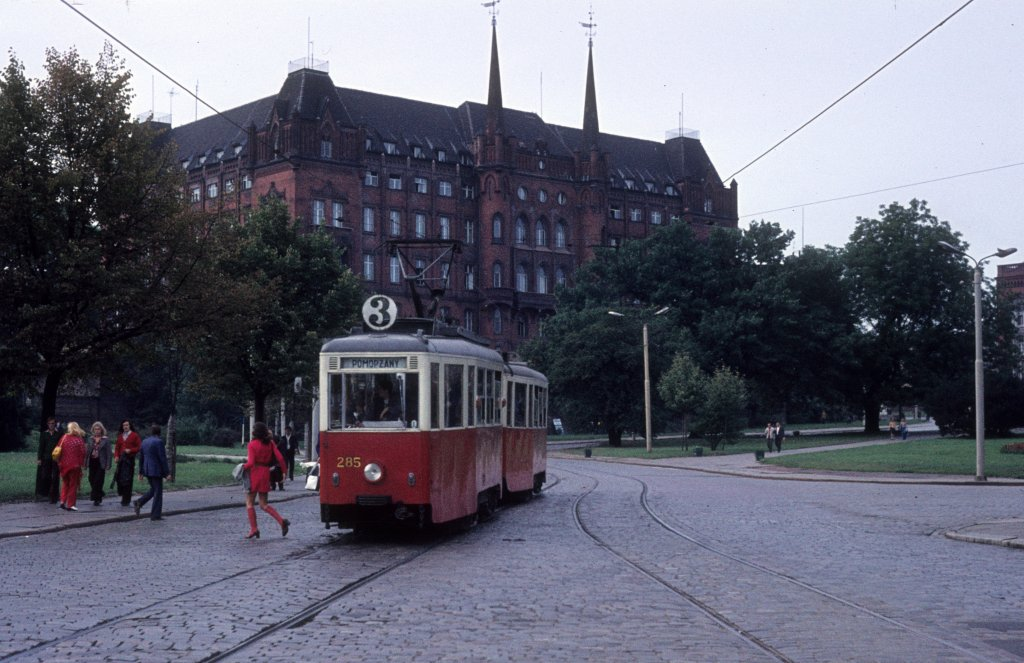
Straßenbahnwagen Typ Konstal N der Linie 3, 1975

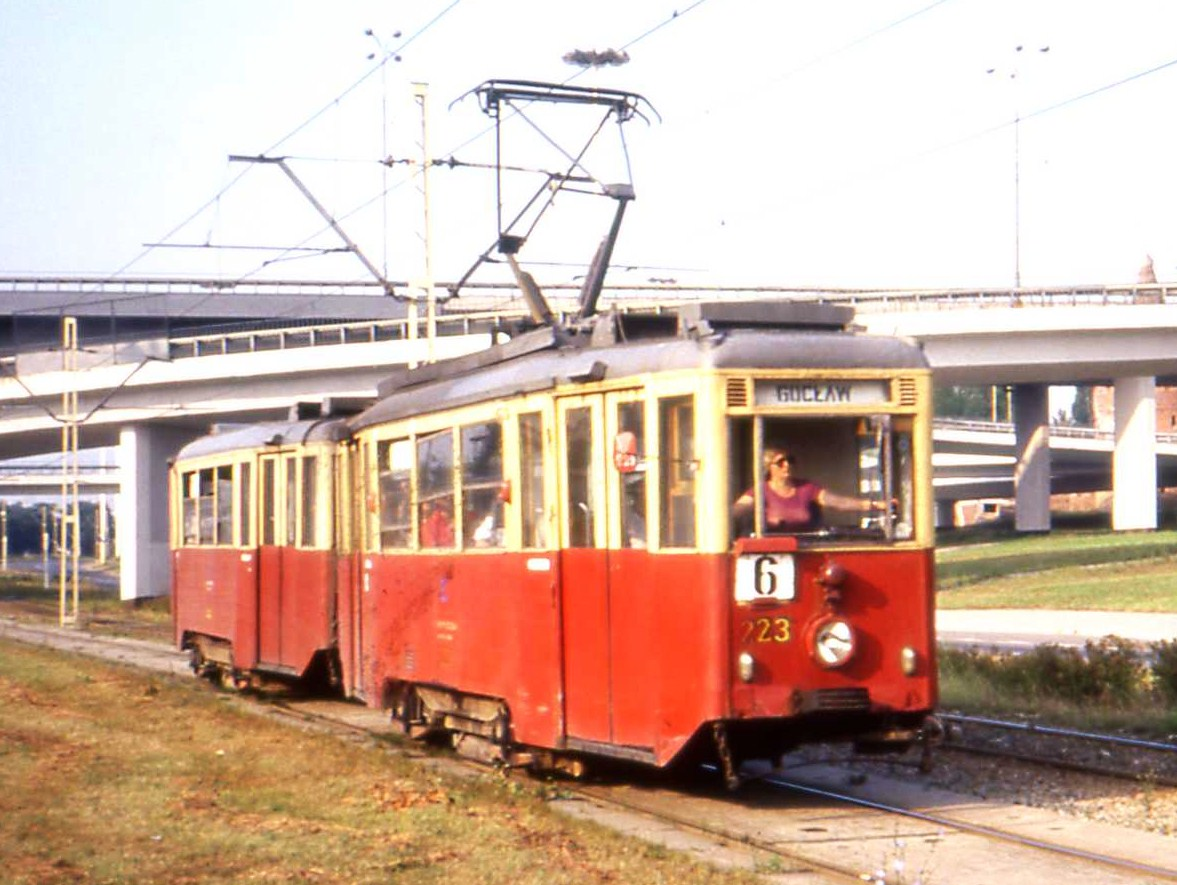
Straßenbahnzug im August 1990

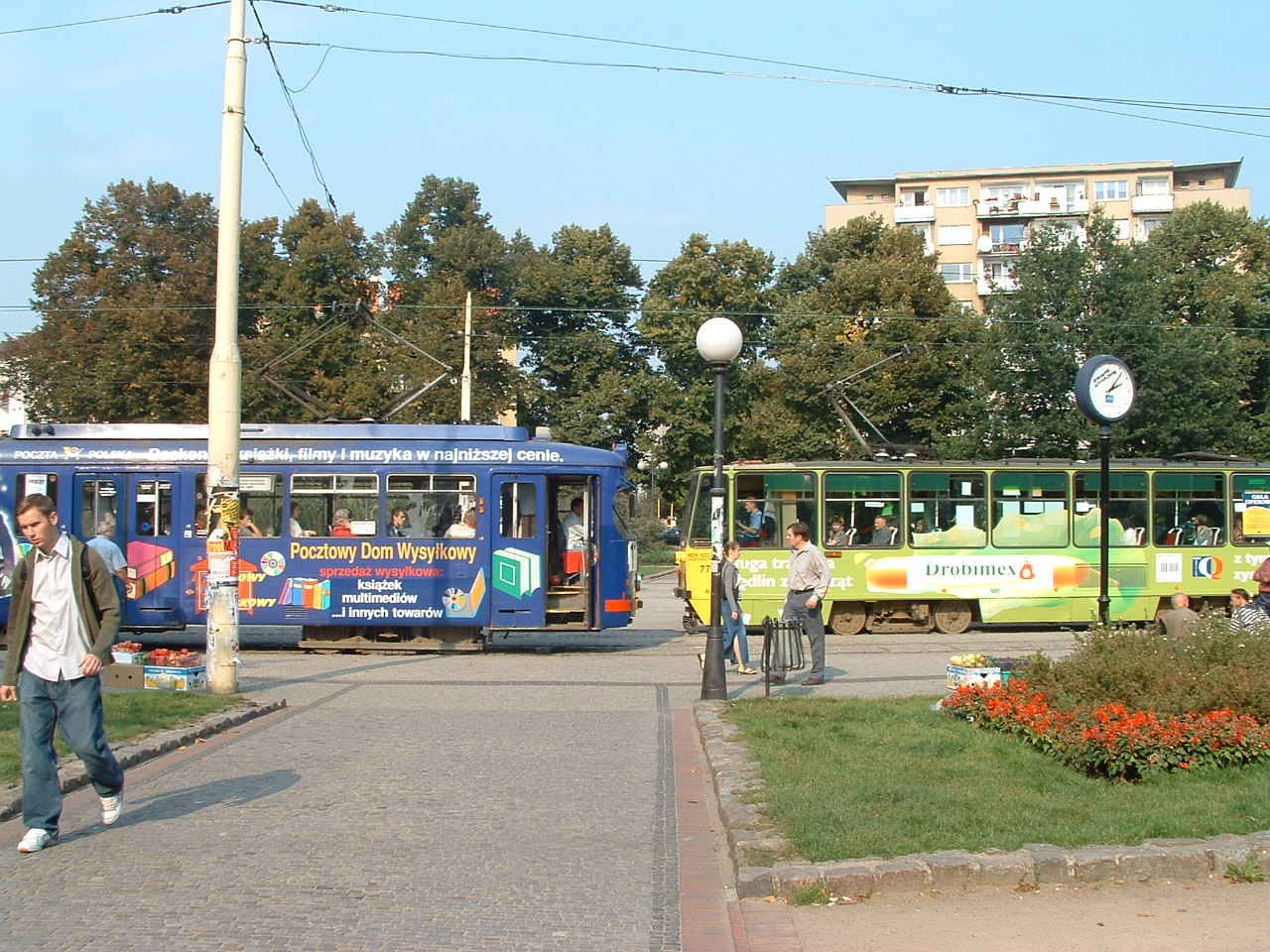
Ehemaliger Düsseldorfer GT6 und 105Na am Grunwaldzki-Platz, 2005

Nach dem Zweiten Weltkrieg waren ungefähr 75 % der Oberleitung, 70 % der Fahrzeuge und 56 % des gesamten Straßenbahnnetzes zerstört. Durch den Kauf neuer Fahrzeuge und den Wiederaufbau der Gleise konnte der Betrieb am 12. August 1945 wiederaufgenommen werden. Vorerst wurden nur die Linien 1, 3, 4 und 7 betrieben. Die Linie 6 konnte erst im Jahr 1946 wieder in Betrieb genommen werden, da die im Zweiten Weltkrieg zerstörte Brücke über die Eisenbahnanlagen beim Bahnhof erst Mitte des Jahres 1946 wieder in Betrieb genommen werden konnte. Folgende Linien waren im Jahr 1946 in Betrieb:
Linie 1: Wojska Polskiego – Brama Portowa (Berliner Tor)
Linie 3: Las Arkoński (Eckerberger Wald) – Hauptbahnhof
Linie 4: Matejki – pl. Kościuszki
Linie 6: Gocław (Gotzlow) – Lubeckiego
Linie 7: Hutnicza – Mickiewicza
Bis zum Jahr 1948 wurde der Betrieb auf sieben Linien wiederhergestellt:
Linie 1: Zajezdnia Pogodno – Wojska Polskiego – Brama Portowa
Linie 2: Kołłątaja – Bahnhof Niebuszewo (Zabelsdorf)
Linie 3: Pomorzany (Tiergarten) – Las Arkoński
Linie 4: Powstanców Wlkp. – Hauptbahnhof
Linie 5: Lubeckiego – Ku Słoścu
Linie 6: Gocław – Lubeckiego
Linie 7: Żołnierska – Jana z Kolna (Unterwiek)
In der Folgezeit wurde die Linie 8 wiedereröffnet. Da die Brücke der Lubeckiego 1950 wiedereröffnet werden konnte, konnte die Verlängerung der Linie 5 nach Gocław wieder in Betrieb genommen werden. Im selben Jahr wurde die Linienführung der Straßenbahnlinie 6 geändert, die von Nocznickiego nach Potulicka fuhr. Durch die Linie 6 konnte Anfang des Jahres 1951 eine Ringlinie hergestellt werden. Im Jahr 1953 die neue Linie 9 in Betrieb genommen, die Żołnierska und Wawrzyniaka verbunden hat. Ein Jahr später folgte ein weiterer Netzausbau, einige Linien wurden zu dem neuen Endpunkt Krzekowo verlängert. 1953 erhielt die Straßenbahn 16 LOWA-Triebwagen, die 1951 für die Warschauer Straßenbahn gebaut wurden. Zusätzlich kamen 17 ältere Triebwagen aus Warschau und Breslau hinzu. 1955 folgten weitere Verlängerungen der Straßenbahnlinien 1 und 8. Nachdem sich der Betrieb auf der Linie 9 nicht mehr lohnte, wurde sie im Jahr 1957 eingestellt. Um 1961 entstand die neue Linie 9 von Zajezdnia Pogodno nach Potulicka. 1962 wurde ein weiterer Neuwagen des Typs 4N geliefert. In der Folgezeit wurden gebrauchte Fahrzeuge aus Warschau und Breslau übernommen. 1964 waren folgende Linien in Betrieb:
Linie 1: Głębokie – Wojska Polskiego – Brama Portowa – Potulicka
Linie 2: Bahnhof Niebuszewo – Wyzwolenia – Brama Portowa – Wyszyńskiego – Gdańska – Basen Kaszubski
Linie 3: Pomorzany – Las Arkoński
Linie 4: Pomorzany – pl. Kościuszki – Piłsudskiego – Brama Portowa – Hauptbahnhof
Linie 5: Krzekowo – Mickiewicza – Jagiellońska – Obronców Stalingradu – Matejki – Stocznia Szczecińska – Stocznia Remontowa
Linie 6: Gocław – Dworcowa
Linie 7: Krzekowo – Mickiewicza – Jagiellońska – Obronców Stalingradu – Wyszaka – Stocznia Szczecińska
Linie 8: Gumieńce – Brama Portowa – Gdańska – Basen Kaszubski
Linie 9: Zajezdnia Pogodno – Wojska Polskiego – Potulicka
Am 26. April 1965 wurden die Linienführungen der Straßenbahnlinien 1, 7 und 9 verändert. Am 27. Oktober 1967 entstand die neue Linie 10, die von Stocznia Remontowa nach Wawrzyniaka verkehrt. Am 15. Dezember 1974 wurde die Straßenbahnlinie 11 eröffnet, die von Pomorzany nach Ludowa fährt. Erst im Jahr 1975 konnten alle Straßenbahntriebwagen im Einrichtungsbetrieb verkehren, nachdem die letzte Endhaltestelle mit einer Wendeschleife ausgestattet wurde. Am 4. Juli 1983 konnte die Erweiterung der Linie 2 nach Basen Górniczy in Betrieb genommen werden. Im Jahr 1985 folgte die Eröffnung einer weiteren Straßenbahnlinie, der Linie 12. Sie verkehrt zwischen Pomorzany und Glebokie. 1991 wurde die Straßenbahnlinie 1 aufgrund zurückgehender Fahrgastzahlen stillgelegt, 1992 die Linie 10. 1995 folgte die Stilllegung der Straßenbahnlinie 3, die 1996 allerdings auf einem verkürzten Abschnitt wieder in Betrieb genommen wurde. Am 2. Januar 1996 wurde die Linie 1 mit einer geänderten Streckenführung wieder in Betrieb genommen. Im Januar 1996 wurde beschlossen, Altfahrzeuge aus Düsseldorf zu übernehmen und diese in Stettin zu sanieren. 2006 wurde mit den Berliner Verkehrsbetrieben (BVG) ein Vertrag geschlossen, 21 Tatra-Fahrzeuge des Typs KT4Dt zu übernehmen. In der Folgezeit gab die BVG noch 12 weitere Fahrzeuge dieses Typs an die Stettiner Straßenbahn ab. Folgendes Netz ist seitdem in Betrieb:
Linie 1: Głębokie – Stocznia Szczecińska
Linie 2: Bahnhof Niebuszewo – Basen Górniczy
Linie 3: Pomorzany – Las Arkoński
Linie 4: Pomorzany – pl. Kościuszki – Piłsudskiego – Brama Portowa – Hauptbahnhof
Linie 5: Krzekowo – Ludowa
Linie 6: Gocław – Pomorzany
Linie 7: Krzekowo – Basen Górniczy
Linie 8: Gumieńce – Basen Górniczy
Linie 9: Głębokie – Potulicka
Linie 10: Gocław – Potulicka
Linie 11: Pomorzany – Ludowa
Linie 12 Pomorzany – Dworzec Niebuszewo

## Geplante Netzerweiterungen

Geplante Netzerweiterungen
Die in Analyse der Bedingungen und Richtungen der räumlichen Entwicklung der Stadt Stettin eingetragenen Netzerweiterungen
Postulierte Änderung der Streckenverlauf an der 26 Kwietnia Straße
2. Variante des Streckenverlaufs zum Kijewo
3. Variante des Streckenverlaufs zum Kijewo

Nachdem in den 1970er Jahren umfangreiche Erweiterungsplanungen bestanden, wurde von 2012 bis 2015 die erste Etappe einer Streckenverlängerung von der Endstelle Basen Górniczy der Linien 2, 7 und 8 gebaut. Unter der Bezeichnung Szczeciński Szybki Tramwaj (SST, zu Deutsch Stettiner Schnellstraßenbahn) wurde die Strecke im Jahr 2015 als völlig kreuzungsfreie Schnellstraßenbahn von Basen Górniczy bis zur Zwischenschleife Turkusowa in Szczecin-Zdroje verlängert. Damit ist der entscheidende Schritt zur Anbindung der umfangreichen Wohnsiedlungen am Ostufer der Oder getan. Derzeit wird allerdings der weit überwiegende Großteil der dicht besiedelten Wohngebiete in Zdroje nach wie vor nicht direkt mit der Straßenbahn erreicht, es verkehren mehrere Expressbuslinien im Parallelverkehr zur Straßenbahn direkt in die Innenstadt. In einer zweiten Etappe soll die Strecke daher bis 2020 bis Kijewo verlängert werden und wäre dann 6,4 Kilometer lang. Dafür wurden 2012 Investitionskosten in Höhe von 400 Millionen Złoty (etwa 94 Millionen Euro) veranschlagt.
Weitere angedachte Neubaustrecken mit überwiegend vorhandenen Trassenfreihaltungen im Mittelstreifen von Hauptstraßen, überwiegend erst in den letzten Jahren angelegt, sind
- Niemcewicza (Linien 2+12) bzw. Krasińskiego (Linien 3+10) – Kormoranów – Łączna / Warszewo im Norden der Stadt, wo große Neubaugebiete entstehen
- Dąbrowskiego (Linien 4, 11+12) – Cukrowa in der unmittelbaren Nähe des Grenzbahnhof Gumieńce und eines Universitätscampus
- von Turzyn (Linien 7+9) entlang der Straßen 26 Kwietnia und Taczaka nach Krzekowo (Linien 4, 5+7) und von dort weiter:
- Krzekowo (Linien 4, 5+7) – Szafera – Spacerowa (Linien 1+9) – Diese Strecke befindet sich aktuell in Bau.
- Recht kurzfristig soll auch die Strecke nach Gumieńce (Linien 8+10) bis in Höhe der bestehenden Bushaltestelle Hrubieszowska beim Einkaufszentrum STER verlängert werden. Die Stadt hat für Vorbereitungen Gelder im Haushalt eingestellt.[9] Dafür soll möglicherweise auch der nördliche Teil der Blockumfahrung Gumieńce von der Haltestelle Ku Słońcu westlich im Mittelstreifen der gleichnamigen Straße auf zwei Gleise ausgebaut werden.

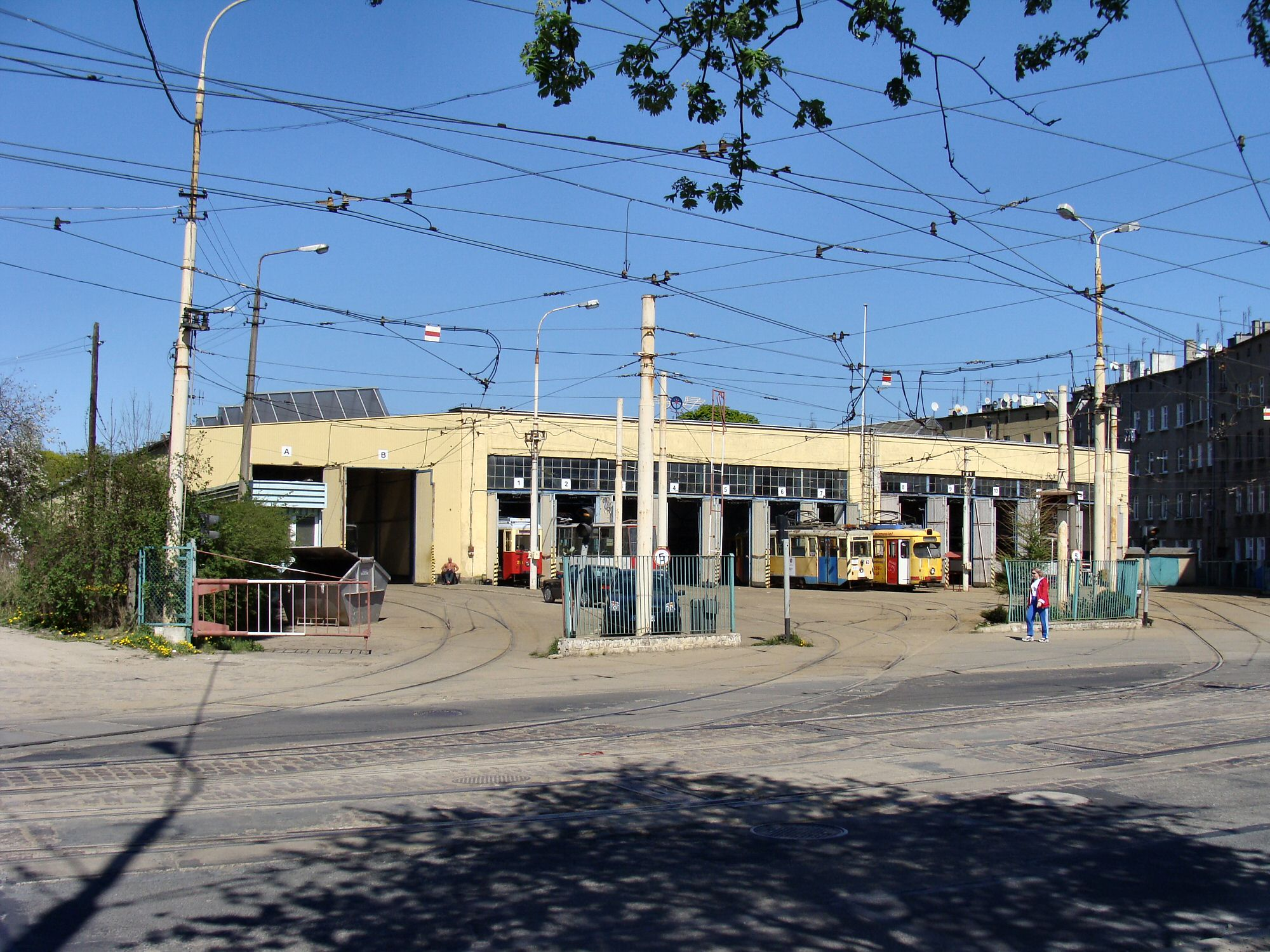
Straßenbahndepot Golęcin

## Depots

### Golęcin
Das Depot Golęcin wurde 1912 erbaut. Das Depot wurde in den Jahren 1926, 1979 und 1992 ausgebaut. Seit Mai 2001 sind im Depot Fahrzeuge des Typs 105N2K / S beheimatet, seit 2008 auch Fahrzeuge des Typs Tatra T6A2 D. Das Depot ist heute für die Linien 3, 5, 6, 11 und 12 zuständig.

### Pogodno

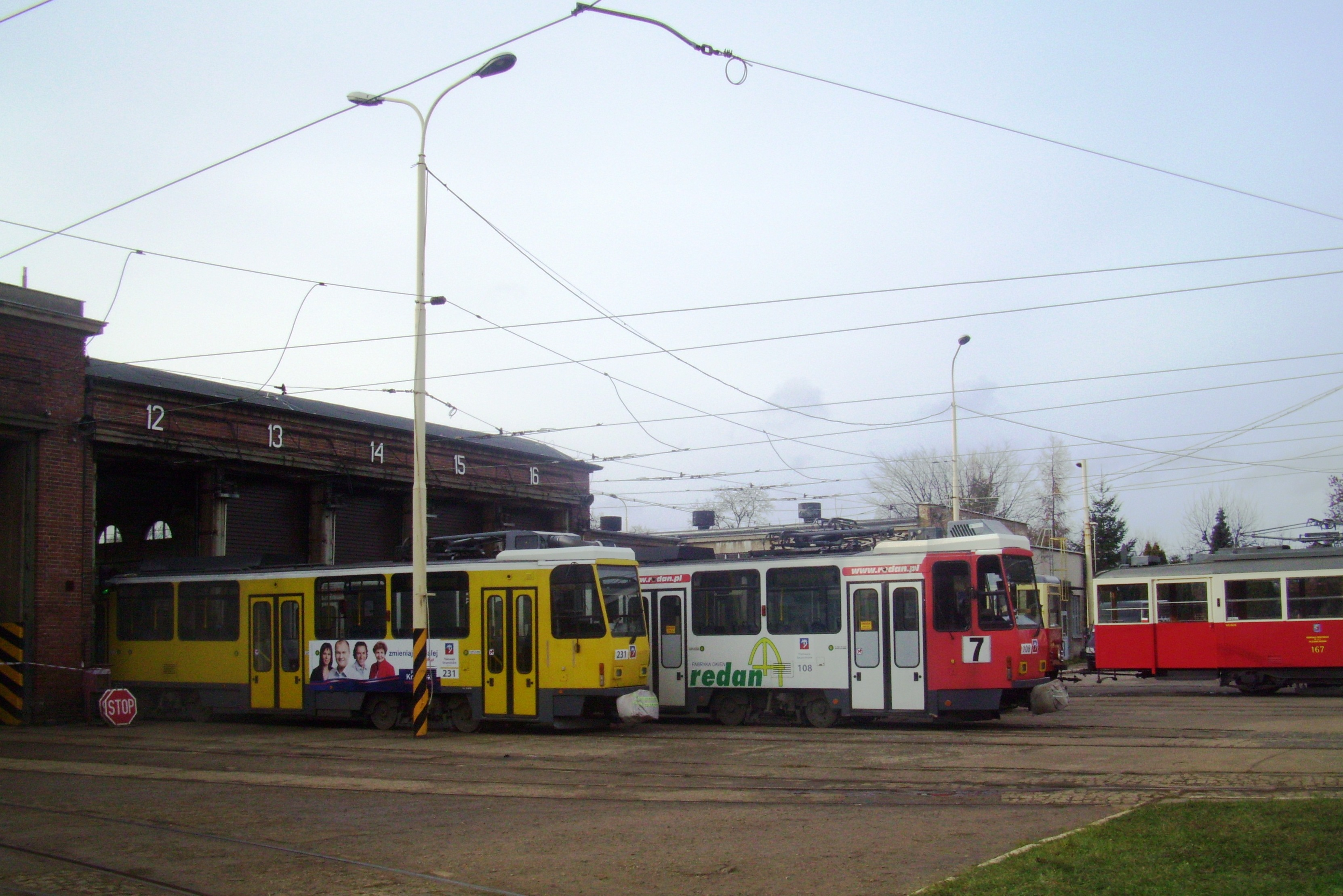
Straßenbahndepot Pogodno

1934 wurde das Depot erbaut und ist das größte der Straßenbahn Stettin. 1981 wurde das Depot modernisiert. Im Depot sind heute Fahrzeuge der Typen 105N2K / S und Tatra KT4 DTM stationiert. Zusätzlich noch 22 Fahrzeuge des Typs Tatra T6A2 D. Vom Depot Pogodono aus werden die Linien 1, 2, 3, 4, 5, 7, 8, 9, 10 und 12 bedient.

### Stillgelegte Depots
- Niemierzyn Depot (geschlossen am 1. Oktober 2004; heute befindet sich dort das Museum für Technik und Verkehr)
- Depot Krzysztofa Kolumba (heute Lagerhalle)
- Depot Piotra Skargi
- Depot Dębogórska (Żelechowa)
- Depot Dubois (Grabowo)

## Fahrzeuge

### Farbgebung
Bis 1945 wurden die Straßenbahnwagen meist cremefarben lackiert. In den 1950er Jahren entstand ein neues Farbschema, der Wagenkasten wurde unterhalb der Fenster rot lackiert, die Türen und die Dachleiste cremefarben. Von 1999 bis 2005 war der untere Wagenkasten blau beziehungsweise lila. Die Seiten wurden weiß und die Dachleiste lila lackiert. Seit 2005 wurden die Seitenwände statt weiß lila lackiert. Seit 2007 werden die Wagen weiß lackiert. Die hintere Frontseite erhält eine weiß, grün und blaue Farbgebung.

### Fahrzeugtabellen
Stand: 11. Mai 2020
| Bild                            | Typ                              | im Einsatz seit                 | Beschreibung | Barrierefreiheit                | Anzahl |
| ------------------------------- | -------------------------------- | ------------------------------- | --- | ------------------------------- | ------ |
|                                 | Konstal 105Ng/S                  | 2000                            | Die Fahrzeuge entstanden in den Jahren 2000 und 2001 aus Umbauten des Fahrzeugstyps 105Na in den Stettiner Depots. Insgesamt sind in Stettin zwölf Fahrzeuge dieses Typs vorhanden.                                                                                            |                                 | 12     |
|                                 | Konstal 105N2k/2000/S            | 2001                            | Die Züge des Typs Konstal 105N2k/2000/S wurden im Jahr 2001 gebaut. Sie waren damals die neuesten Wagen der Straßenbahn Stettin; der Innenraum besteht hauptsächlich aus Kunststoff.                                                                                           |                                 | 14     |
|                                 | Konstal 105N2k/2000/S (Beiwagen) | 2007                            | |                                 | 6      |
|                                 | Tatra KT4Dt                      | 2006                            | Die von 1982 bis 1984 produzierten Tatra-Fahrzeuge des Typs KT4Dt wurden ab 2006 stückweise von den Berliner Verkehrsbetrieben (BVG) an die Straßenbahnbetriebe in Stettin verkauft.                                                                                           |                                 | 73     |
|                                 | Tatra T6A2D                      | 2008                            | Die von 1988 bis 1991 produzierten Tatra-Fahrzeuge des Typs T6A2 wurden 2007 in Berlin komplett ausgemustert und abgestellt, sodass 54 Fahrzeuge der Straßenbahn Berlin an die Straßenbahn Stettin abgegeben wurden. Der Stettiner Wagen 1212 wurde bereits 2012 verschrottet. |                                 | 48     |
|                                 | Moderus Alfa HF09                | 2008                            | Diese Fahrzeuge sind modernisierte Straßenbahnwagen des Typs 105Na. Der Umbau wurde bei Modertrans Poznań durchgeführt. Bei Beiwagen dieses Typs handelt es sich um Umbauten der Triebwagen des Typs 105Na. Beim Umbau wurde die Fahrerkabine entfernt.                        |                                 | 2      |
|                                 | Moderus Alfa HF10AC              | 2008                            | Diese Fahrzeuge sind modernisierte Straßenbahnwagen des Typs 105Na. Der Umbau wurde bei Modertrans Poznań durchgeführt. Bei Beiwagen dieses Typs handelt es sich um Umbauten der Triebwagen des Typs 105Na. Beim Umbau wurde die Fahrerkabine entfernt.                        |                                 | 12     |
|                                 | Pesa 120NaS                      | 2011                            | Diese Fahrzeuge sind die ersten Niederflurfahrzeuge der Straßenbahn Stettin. Sie wurden 2010 erbaut und sind seit 2011 planmäßig im Einsatz. | barrierefrei                    | 6      |
|                                 | Pesa 120NaS2                     | 2013/2014                       | | barrierefrei                    | 22     |
|                                 | Moderus Beta                     | 2014/2018                       | Es sind vier Einrichtungs- und 6 Zweirichtungsfahrzeuge dieses Typs vorhanden. | barrierefrei                    | 10     |
| Gesamtzahl der Fahrzeuge        | Gesamtzahl der Fahrzeuge         | Gesamtzahl der Fahrzeuge        | Gesamtzahl der Fahrzeuge | Gesamtzahl der Fahrzeuge        | 199    |
| Anteil der Niederflur-Fahrzeuge | Anteil der Niederflur-Fahrzeuge  | Anteil der Niederflur-Fahrzeuge | Anteil der Niederflur-Fahrzeuge | Anteil der Niederflur-Fahrzeuge | 16 %   |

### Fahrzeugbeschaffungen und -umbauten der jüngeren Vergangenheit
In den Jahren 2011 und 2012 wurden vier Konstal 105N-Triebwagen von Modertrans Poznań zu Moderus Alfa umgebaut. Dabei wurden sowohl das Innen- als auch das Außendesign völlig umgestaltet. 18 weitere 105N-Triebwagen sollten noch zu Moderus Alfa umgebaut werden.
Nachdem 2010 und 2011 die ersten sechs Niederflurwagen ausgeliefert worden waren, wurde im Januar 2012 die Beschaffung einer zweiten Serie von nun 22 Stück ausgeschrieben. Angebote wurden von Škoda, Solaris, PESA und CAF abgegeben. Die Stadt Stettin entschied sich erneut für Pesa als bevorzugten Anbieter. Wie bei den vorherigen sechs Fahrzeugen handelt es sich um Einrichtungswagen des Typs Swing. Sie sind 31 Meter lang und 2,4 Meter breit. Sie bieten Platz für 200 Fahrgäste, davon 40 auf Sitzplätzen. Der Stückpreis beträgt 6,82 Mio. Złoty. Die Lieferung erfolgte in den Jahren 2013 und 2014. Ihr Einsatz war auf der geplanten Neubaustrecke im Osten der Stadt vorgesehen.

### Geplante Fahrzeugbeschaffungen
Bei einer weiteren Ausschreibung zur Beschaffung von zunächst vier und optional acht weiteren Zweirichtungswagen wurde im November 2024 das Angebot von Modertrans angenommen. Andere Angebote hatte es nicht gegeben. Zu diesem Zeitpunkt ist die Auslieferung der vier Fahrzeuge der Festbestellung bis Ende Mai 2026 vorgesehen. Im Februar 2025 wurde entschieden, die Option auszuüben. Die zusätzlichen Fahrzeuge sollen 2026 ausgeliefert werden. Die Fahrzeuge gehören zur Plattform Moderus Gamma.